# Manduca dilucida
Espèce
Manduca dilucida est une espèce de Lépidoptères (papillons) de la famille des Sphingidae, de la sous-famille des Sphinginae et de la tribu des Sphingini.

## Description
- L'envergure de l'imago varie de 95 à 98 mm.

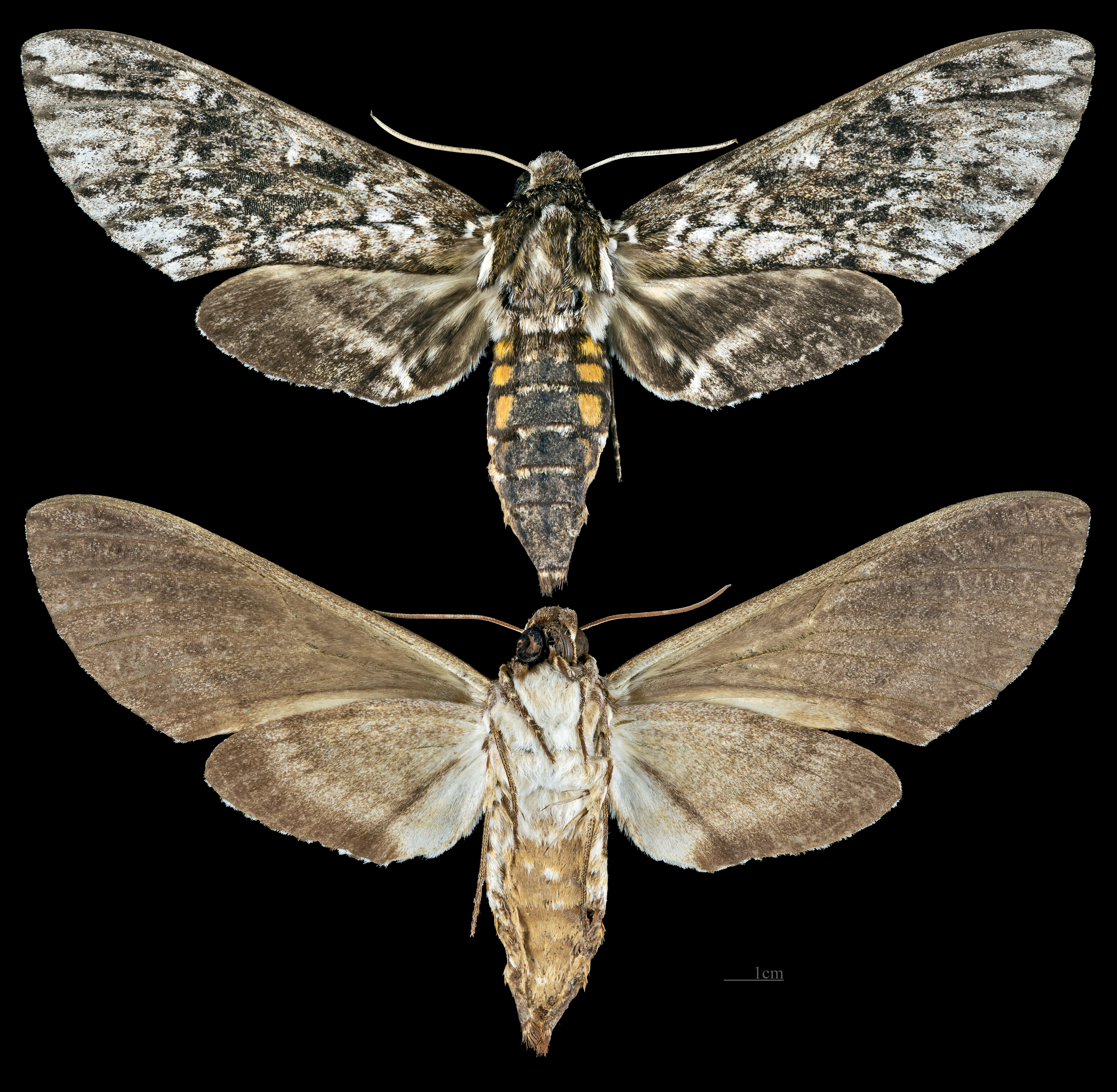
Avers de la femelle (coll.MHNT)
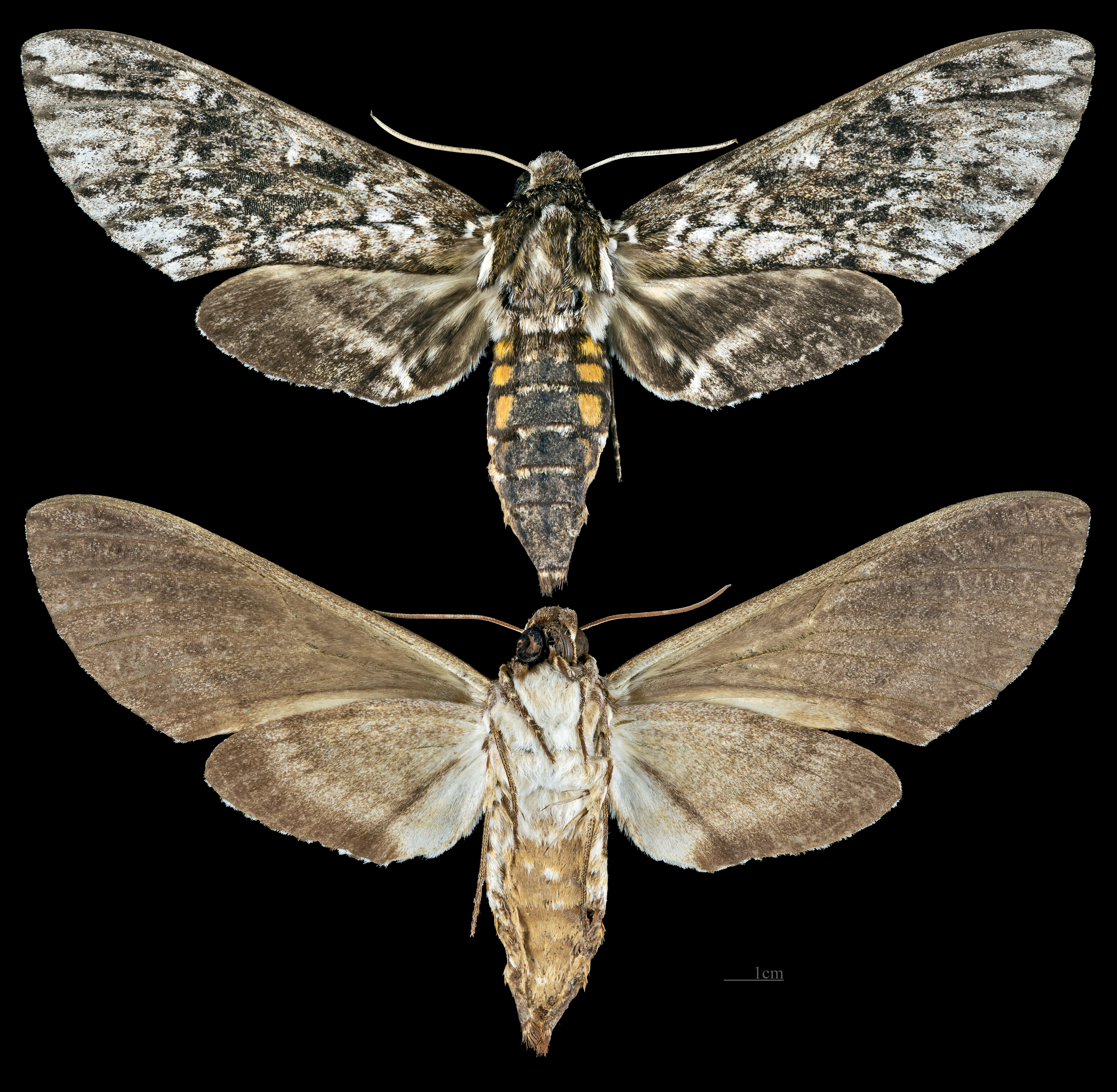
Revers de la femelle (coll.MHNT)

## Distribution et habitat
Distribution
L'espèce est connue au Mexique au Belize, au Nicaragua, au Costa Rica et du nord de l'Amérique du Sud jusqu'au Venezuela.

## Biologie
- Les imagos volent en février et d'avril à octobre au Costa Rica. Il y a probablement trois générations par an.
- Les chenilles se nourrissent des espèces végétales Annona reticulata, Annona holosericea, Sapranthus palanga, Amphilophilum paniculatum, Crescentia alata, Tabebuia ochracea, Cordia alliodora et Cornutia grandifolia.

## Systématique
- L'espèce Manduca dilucida a été décrite par l'entomologiste américain William Henry Edwards en 1887, sous le nom initial de H. Edwards, 1887; Ent. Amer. 3: 89;[1].
- La localité type est le Mexique.

## Synonymie
- Protoparce dilucida H. Edwards, 1887 Protonyme
- Phlegethontius indistincta Rothschild, 1894[2]